# 1877 no desporto

## Nascimentos
| Data         | Nome           | Profissão           | Nacionalidade  | Observações | Ref   |
| ------------ | -------------- | ------------------- | -------------- | ----------- | ----- |
| 7 de agosto  | Ulrich Salchow | patinador artístico | Suécia         | m. 1949     | [ 1 ] |
| 10 de agosto | Frank Marshall | enxadrista          | Estados Unidos | m. 1944     | [ 2 ] |

## Mortes
| Data | Nome | Profissão | Nacionalidade | Observações | Ref |
| ---- | ---- | --------- | ------------- | ----------- | --- |